# Coleophora vlachi
Coleophora vlachi é uma espécie de mariposa do gênero Coleophora pertencente à família Coleophoridae.